# Hexatoma (Eriocera) longiradialis
Hexatoma (Eriocera) longiradialis is een tweevleugelige uit de familie steltmuggen (Limoniidae). De soort komt voor in het Oriëntaals gebied.